# Сунгур (река)
Сунгур — река в России, протекает в Татарстане и Самарской области. Правый приток Большого Черемшана.

## География
Длина реки — 11 км, площадь водосборного бассейна — 46,4 км². Исток в Лениногорском районе Татарстана в 1,5 км к северо-востоку от малой деревни Чиялетау. Течёт на юго-запад через упомянутую деревню и село Новый Утямыш и входит на территорию Клявлинского района Самарской области. У села Старое Резяпкино река разделяется на рукава: левые рукава впадают в Большой Черемшан сразу у села, правый рукав течёт ещё 1,5 км на северо-запад и впадает ниже по течению.
Бассейн реки вытянутой формы, с лесными массивами по периметру.

## Данные водного реестра
По данным государственного водного реестра России, Сунгур относится к Нижневолжскому бассейновому округу. Водохозяйственный участок реки — Большой Черемшан от истока и до устья. Речного подбассейна Сунгур не имеет, речной бассейн — Волга от верхнего Куйбышевского водохранилища до впадения в Каспий.
Код объекта в государственном водном реестре — 11010000412112100004735.